# Пекари (Гродненская область)
Пекари (бел. Пекары) — деревня в Волковысском районе Гродненской области Беларуси. Входит в состав Субочского сельсовета.

## География
Деревня находится в юго-западной части Гродненской области, на правом берегу реки Россь, при автодороге Н-7034, на расстоянии приблизительно 1 километра (по прямой) к северу от города Волковыск, административного центра района. Абсолютная высота — 137 метров над уровнем моря. Площадь населённого пункта — 0,5616 км².

## История
По состоянию на 1905 год, в Пекарях проживало 125 человек. В административном отношении деревня входила в состав Бискупицкой волости Волковысского уезда Гродненской губернии.
Согласно Рижскому мирному договору (1921), деревня вошла в состав Второй Польской республики. Входила в состав гмины Бискупице Волковысского повета Белостокского воеводства. В 1921 году числился 151 житель, проживавших в 17 домах. В этническом составе населения того периода русские составляли 49,7 %, поляки — 44,4 %, белорусы — 5,9 %. В конфессиональном составе православные христиане составляли 62,3 % населения деревни, католики — 37,7 %.
С 1939 года в БССР.

## Население
По данным переписи 2019 года, в деревне проживало 77 человек.
| Год  | Население, человек |
| ---- | ------------------ |
| 1905 | 125                |
| 1921 | ↗ 151              |
| 2009 | ↘ 80               |
| 2019 | ↘ 77               |